# Système monétaire Tokugawa

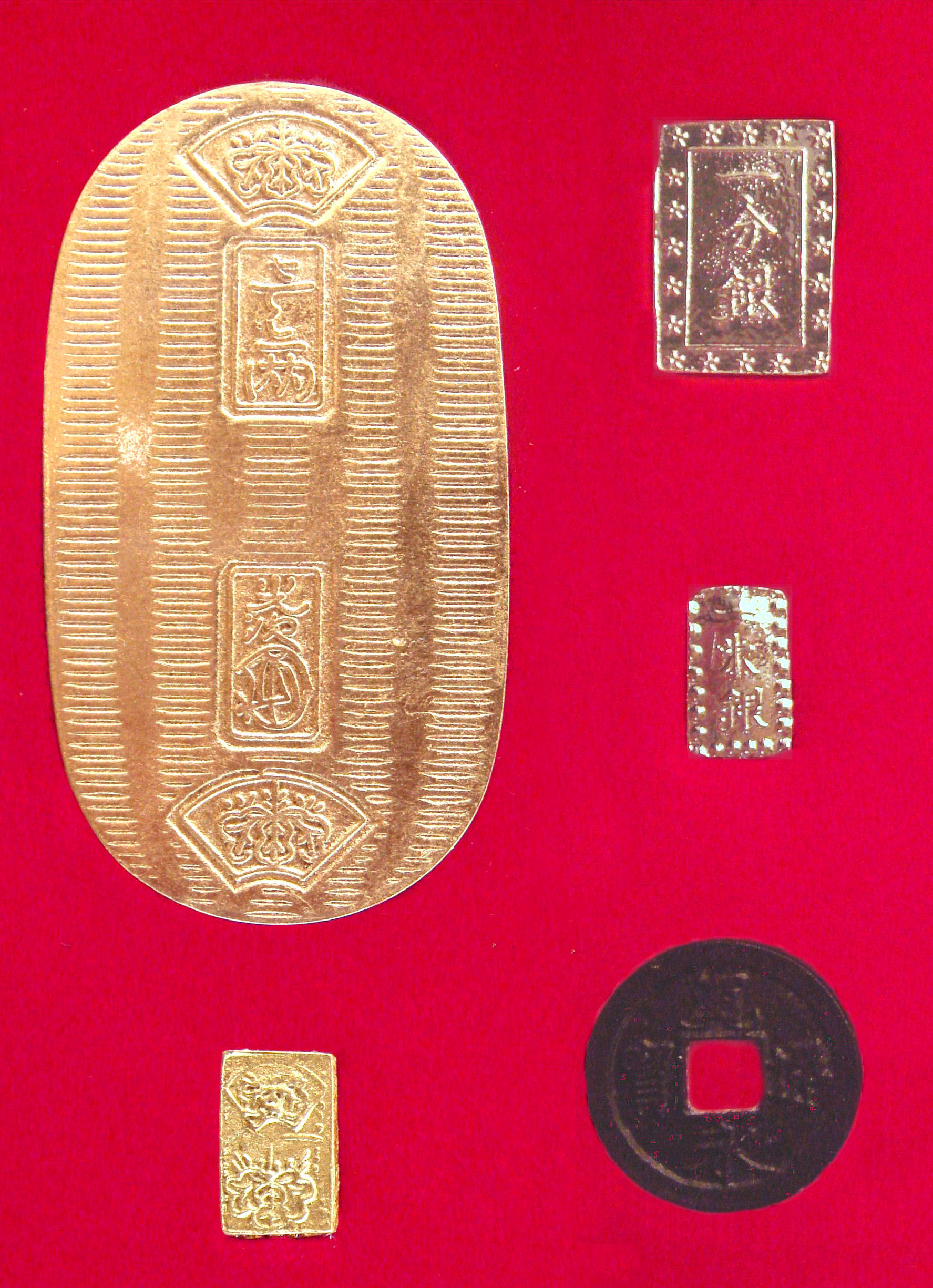
Principales pièces du système monétaire des Tokugawa. Grand koban d'or de forme ovoïde au-dessus d'un petit ichibuban d'or, en haut à droite un ichibuban d'or au-dessus d'un isshuban d'argent et un mon de bronze de forme arrondie.

Le système monétaire Tokugawa est un système monétaire métallique unitaire et indépendant fondé par le shogun Tokugawa Ieyasu en 1601 au Japon et demeuré en vigueur tout au long du shogunat Tokugawa, jusqu'à sa disparition en 1867, remplacé par le yen d'argent décimal.

## Histoire

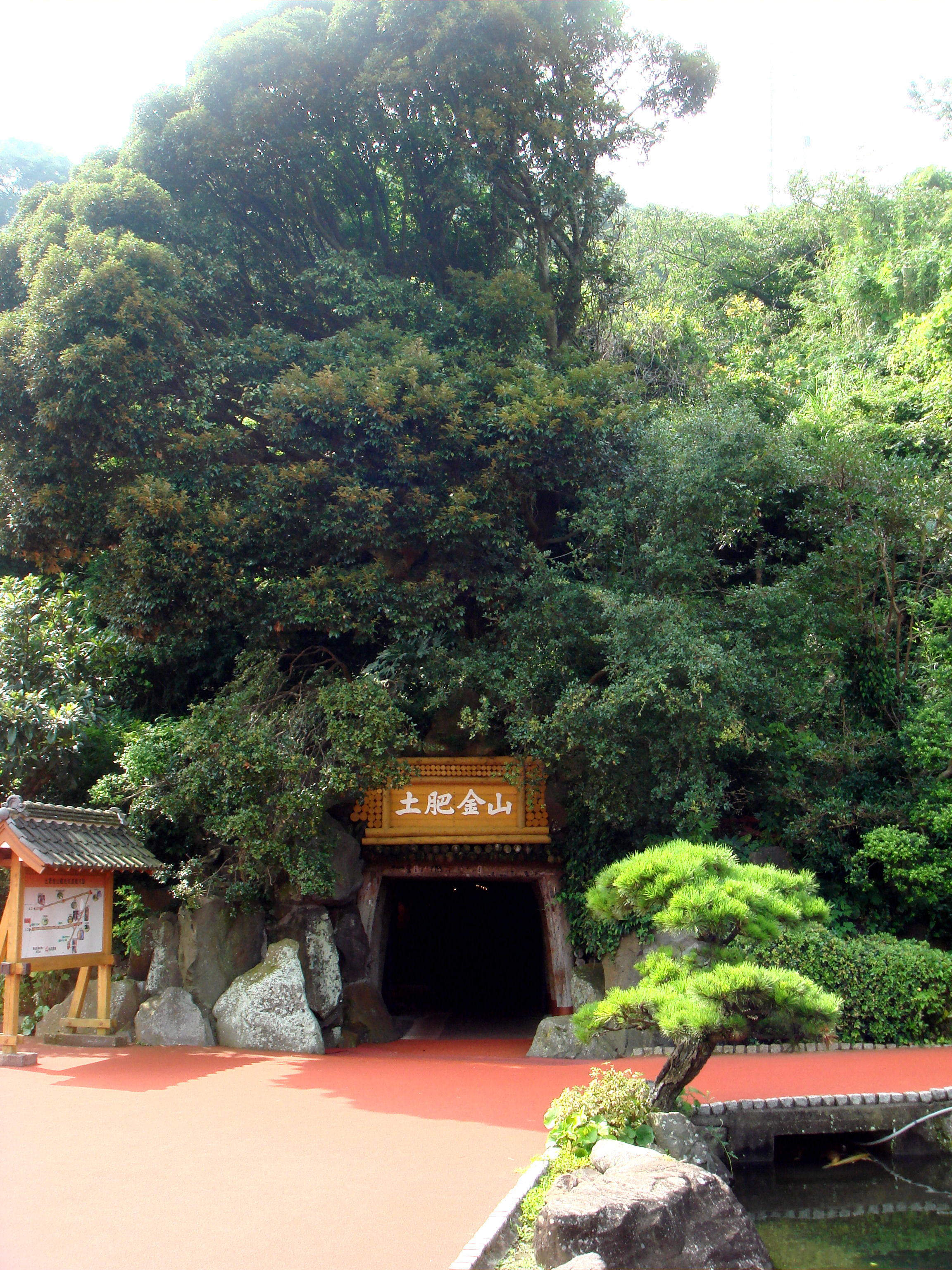
Des mines d'or telles que celle de Toi fournissent le matériau pour la monnaie.

La mise en place du système monétaire Tokugawa suit une période où le Japon est dépendant des pièces de bronze chinois pour sa monnaie. Le système Tokugawa est en vigueur plus de deux siècles et se termine avec la guerre de Boshin et l'établissement de la restauration de Meiji.

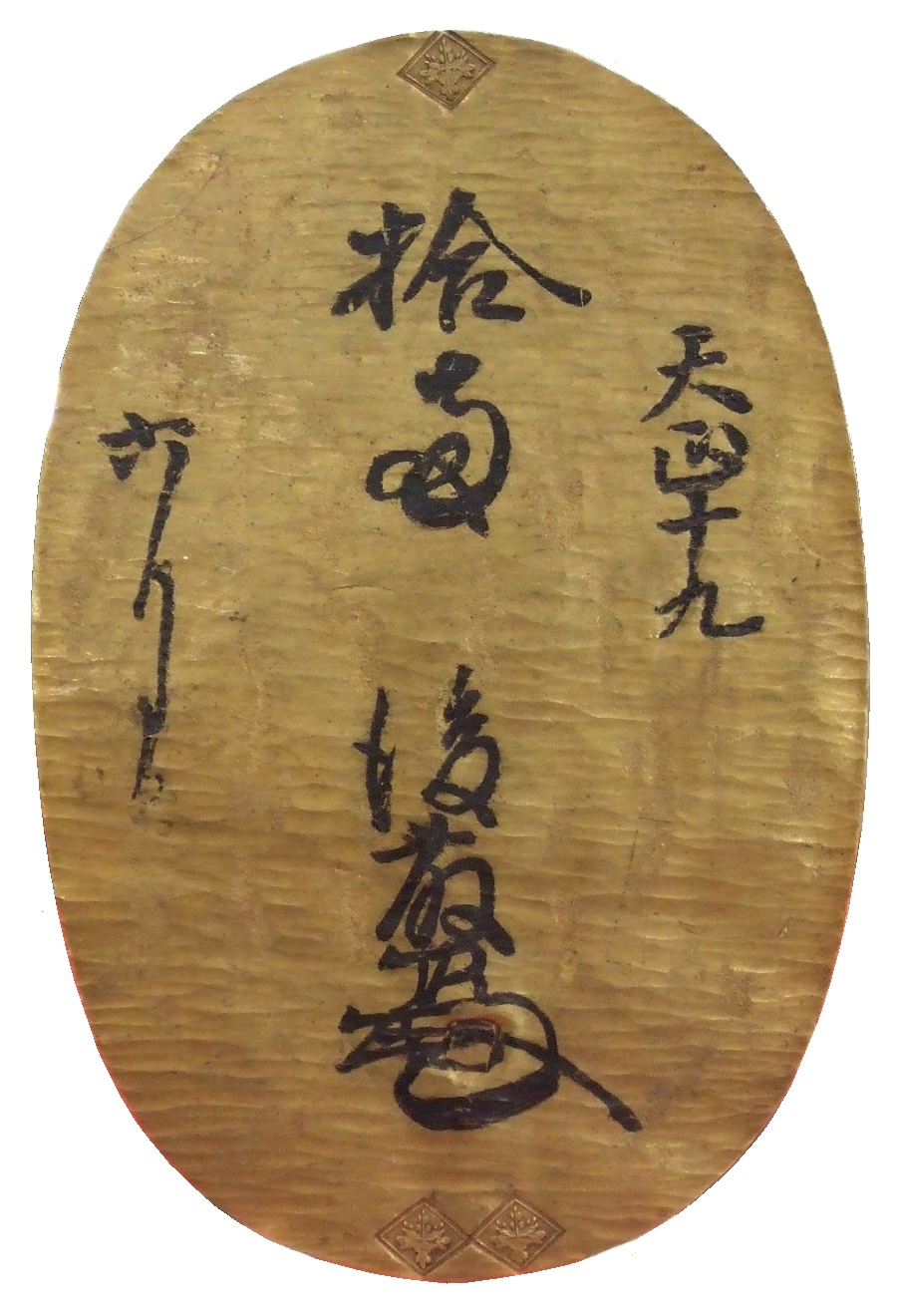
Un ōban (天正大判) de l'ère Tenshō (1588), comportant des marques de garantie au poinçon et des inscriptions à l'encre.

La première tentative de fonder un nouveau système monétaire est due à Toyotomi Hideyoshi qui fonde en 1588 la grande plaque ōban aussi appelée ōban (天正大判) de l'ère Tenshō.
À partir de 1601, la monnaie Tokugawa est frappée en dénominations d'or, d'argent et de bronze. Les dénominations sont fixes mais en réalité les taux fluctuent sur le marché des changes.
La matière première utilisée pour la monnaie provient des mines d'or et d'argent à travers le Japon. À cet effet, de nouvelles mines sont ouvertes et exploitées telles que la mine d'or de Sado et celle de Toi dans la péninsule d'Izu.

### Dévaluations et réévaluations
À l'origine, la monnaie est essentiellement utilisée à des fins d'exportation afin de payer les importations de produits de luxe en provenance de Chine tels que la soie. Comme l'or et l'argenterie sont rares et aussi parce que le gouvernement est en déficit, le contenu en or des pièces est réduit à deux reprises, en 1695 et 1706 à 1711, afin de générer plus de revenus à partir du seigneurage mais avec pour effet de générer de l'inflation.
Au début du XVIIIe siècle, le Japon commence à restreindre l'exportation de lingots de monnaie qui est considérée comme une perte pour le pays. Une interdiction d'exportation du numéraire monétaire est imposée par Arai Hakuseki en 1715. Le commerce de substitution est encouragé mais reste limité de toute façon en raison de la politique d'isolement, ou sakoku. Sur la suggestion d'Arai Hakuseki, le gouvernement augmente de nouveau la teneur en or et argent de la monnaie en 1714-1715 mais cela conduit cette fois à une déflation paralysante. En 1736, le Japon abandonne cette politique et augmente de nouveau la masse monétaire avec pour conséquence une stabilité des prix qui se maintiennent pendant les 80 ans qui suivent.
Au début du XIXe siècle, les problèmes budgétaires résultant de catastrophes naturelles et des grandes dépenses gouvernementales des Tokugawa conduisent le gouvernement à accroître l'offre d'argent et le seigneurage qui lui est associé. De 1818 à 1829 la masse monétaire augmente de 60 % et de 1832 à 1837 de 20 %. De nouveau une forte inflation s'ensuit tandis que les prix doublent presque.

Évolution de taille des koban durant la période Tokugawa. De gauche à droite : koban des ères Keichō (1601-1695), Genroku (1695-1710), Hōei (1710-1714), Shōtoku (1714), Kyōhō (1714-1736), Genbun (1736-1818), Bunsei (1819-1828), Tenpō (1837-1858), Ansei (1859) et Man'en (1860-1867).

## Structure

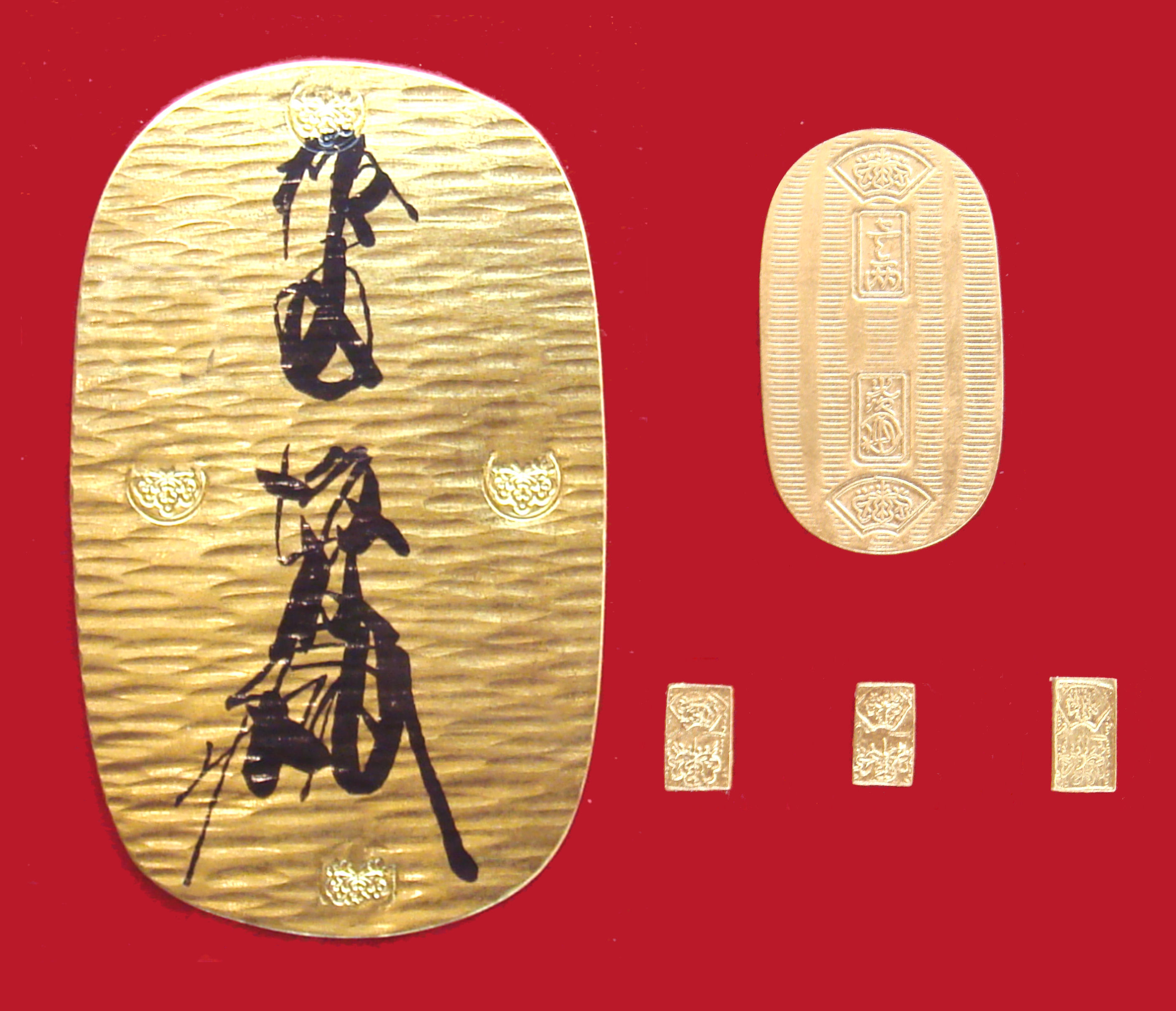
Monnaies d'or de l'ère Keichō : ōban, koban, ichibuban, 1601-1695.

Le système Tokugawa est organisé selon un étalon monétaire triple, utilisant des pièces d'or, d'argent et de bronze, chacune avec leurs propres dénominations. Le système est conçu par multiples de 4 et la valeur des pièces est fixée selon le ryō. Un ryō vaut 4 bu, 16 shu ou 4 000 mon (pièce de bronze de peu de valeur).

### Ōban
L'ōban (大判) est une grande plaque de pièce d'or de forme ovoïde, équivalent à dix ryōs ou dix plaques de koban (小判). L'une des plus grandes mesure 15,4 cm de long sur 9,5 cm de large.

### Koban
Le koban (小判) est une pièce d'or de forme ovoïde régulière équivalent à un ryō. Les premiers koban de l'ère Keichō (frappés à partir de 1601) ont un poids de 18,20 g et mesurent en moyenne 6,8 cm sur 3,8 cm. Le koban Sado (佐渡小判金 de 1714, 4e année de l'ère Shōtoku, qui pèse également 18,20 g, est un alliage composé généralement de 85,69 % d'or et 14,25 % d'argent.

### NibubanetIchibuban

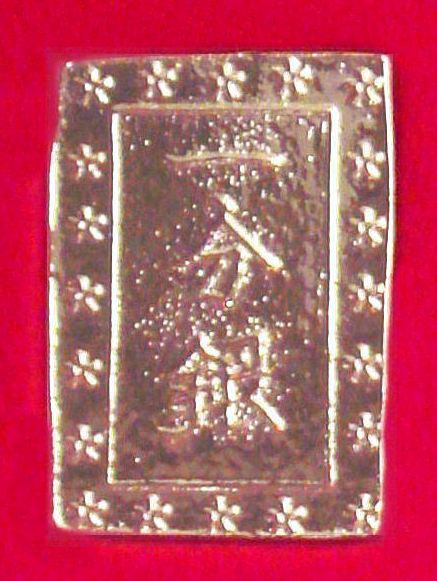
Ichibuban en argent de l'ère Tenpō (1837-1854).

Le nibuban (二分判) est une pièce d'or rectangulaire qui vaut la moitié d'un koban.
L'ichibuban (一分判) peut être soit en argent ou en or et dans ce cas sa valeur est d'un de koban. L'ichibuban d'or de 1714 (佐渡一分判金) pèse 4,5 g avec 85,6 % d'or et 14,2 % d'argent. L'ichibuban d'argent de 1837 à 1854 (ichibugin Tenpō, 天保一分銀, « ancien ichibugin ») pèse 8,66 g avec un alliage de 0,21 % d'or et 98,86 % d'argent.

### NishubanetIsshuban
Il y a alors des nishuban (二朱判) et des isshuban (一朱判), petites dénominations d'argent et d'or avant le mon ou les pièces de bronze sen.
De 1853 à 1865, l'isshuban d'argent (isshugin Kaei, 嘉永一朱銀) pèse 1,88 g pour 1,7 % d'or, 98,7 % d'argent et 1,12 % de cuivre.

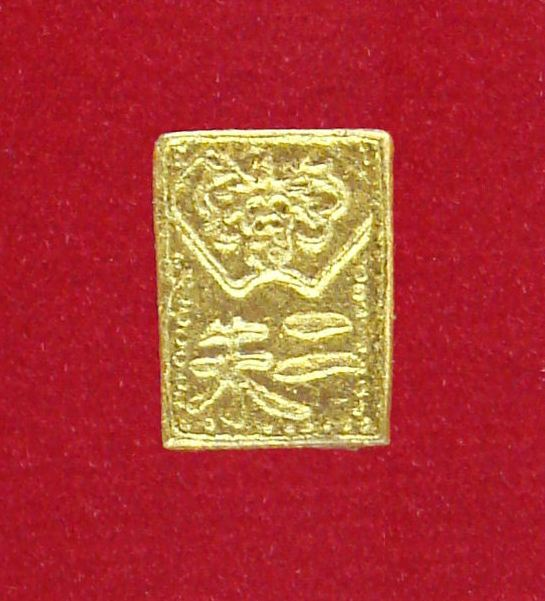
Nishuban d'or de l'ère Genroku (1695-1710).
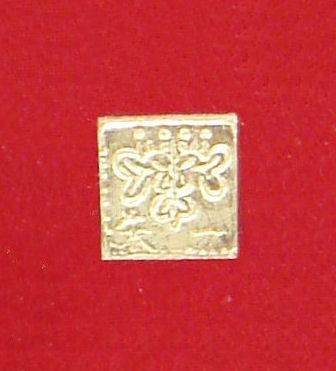
Isshuban d'or de 'ère Bunsei (1819-1828).
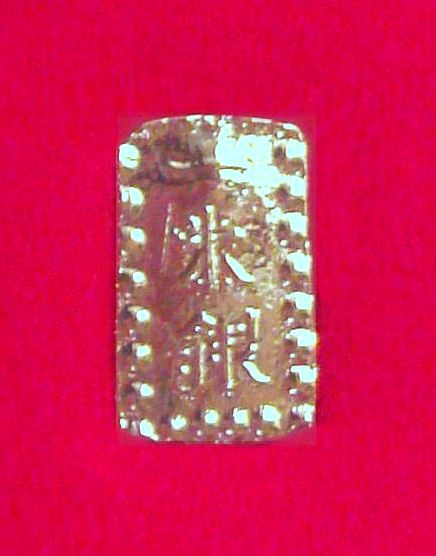
Isshuban d'argent de l'ère Kaei (1853-1865).

### Kan'ei tsūhō

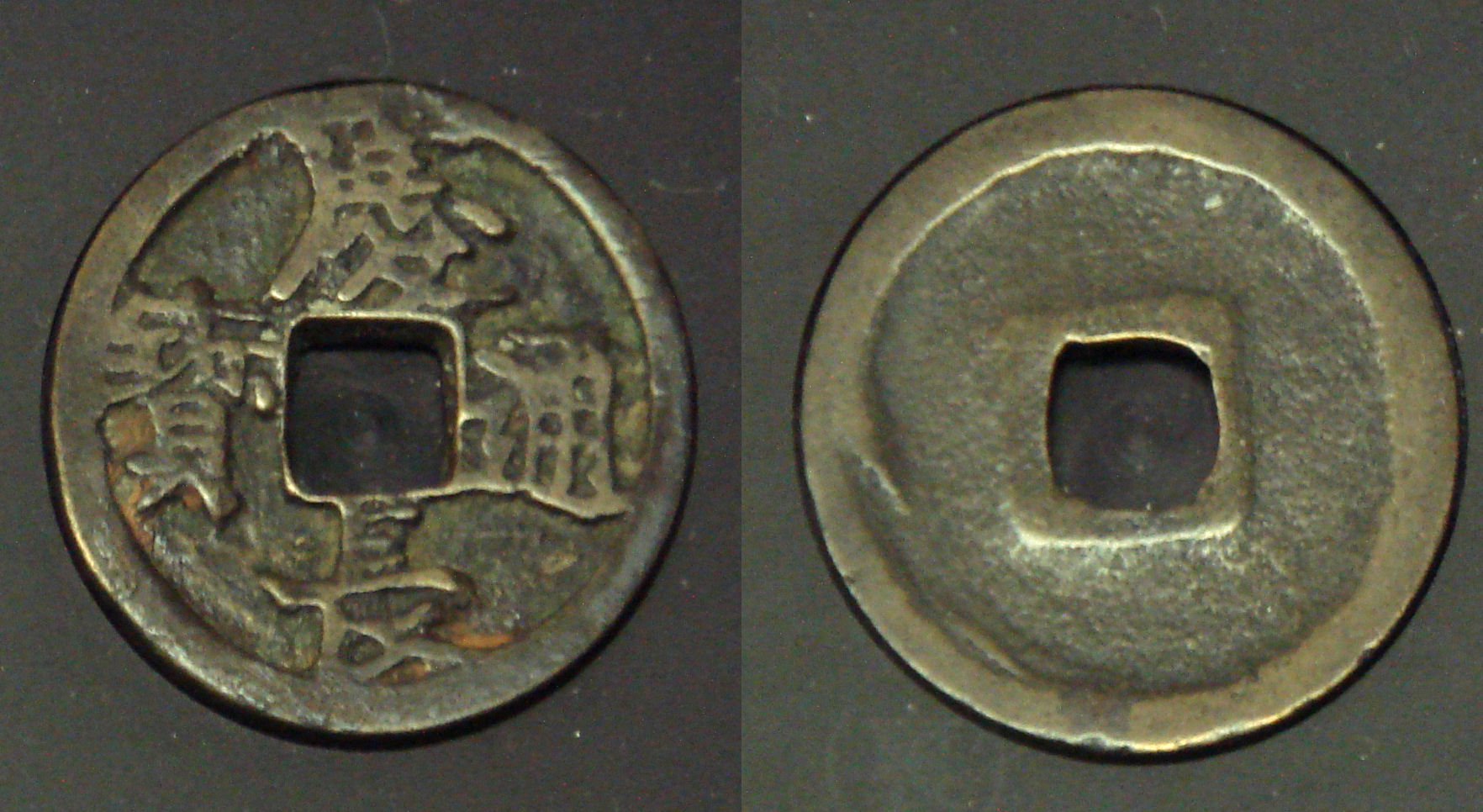
Pièce tsūhō (慶長通宝) de l'ère Keichō, circa 1606.

En ce qui concerne les pièces de cuivre, le kan'ei tsūhō (寛永通宝) finit par remplacer les pièces chinoises en circulation au Japon, ainsi que celles qui ont été frappées à titre privé, et devient cours légal. Ceci met fin à plus de quatre siècles durant lesquels les pièces de cuivre chinois, obtenues grâce au commerce ou à la piraterie wakō, étaient la principale monnaie du Japon, pièces qui avaient succédé aux émissions de type wadōkaichin.

## Abandon

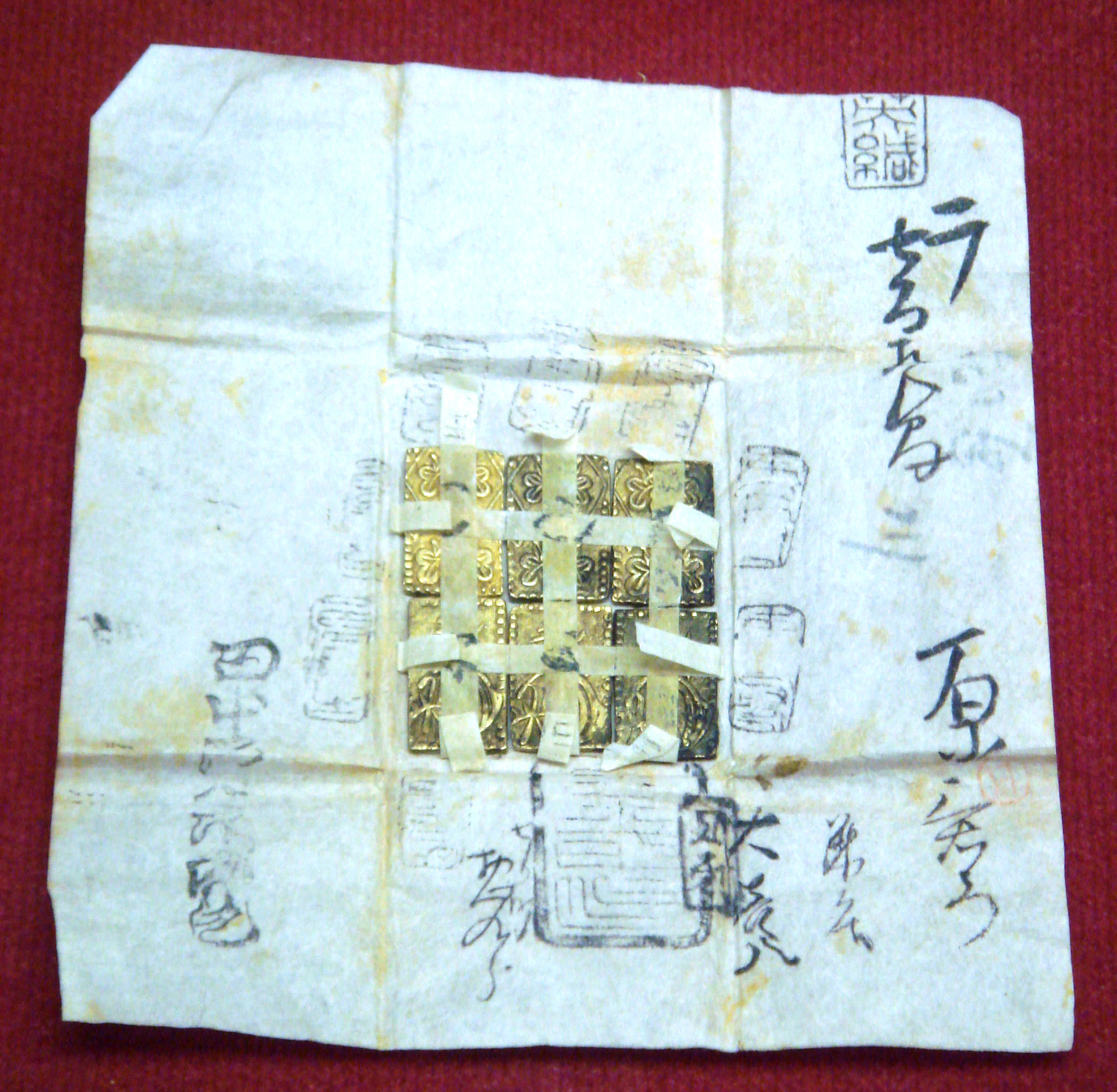
Pièces nibunkin (二分金), emballées et certifiées pour faciliter la manutention et l'authentification.

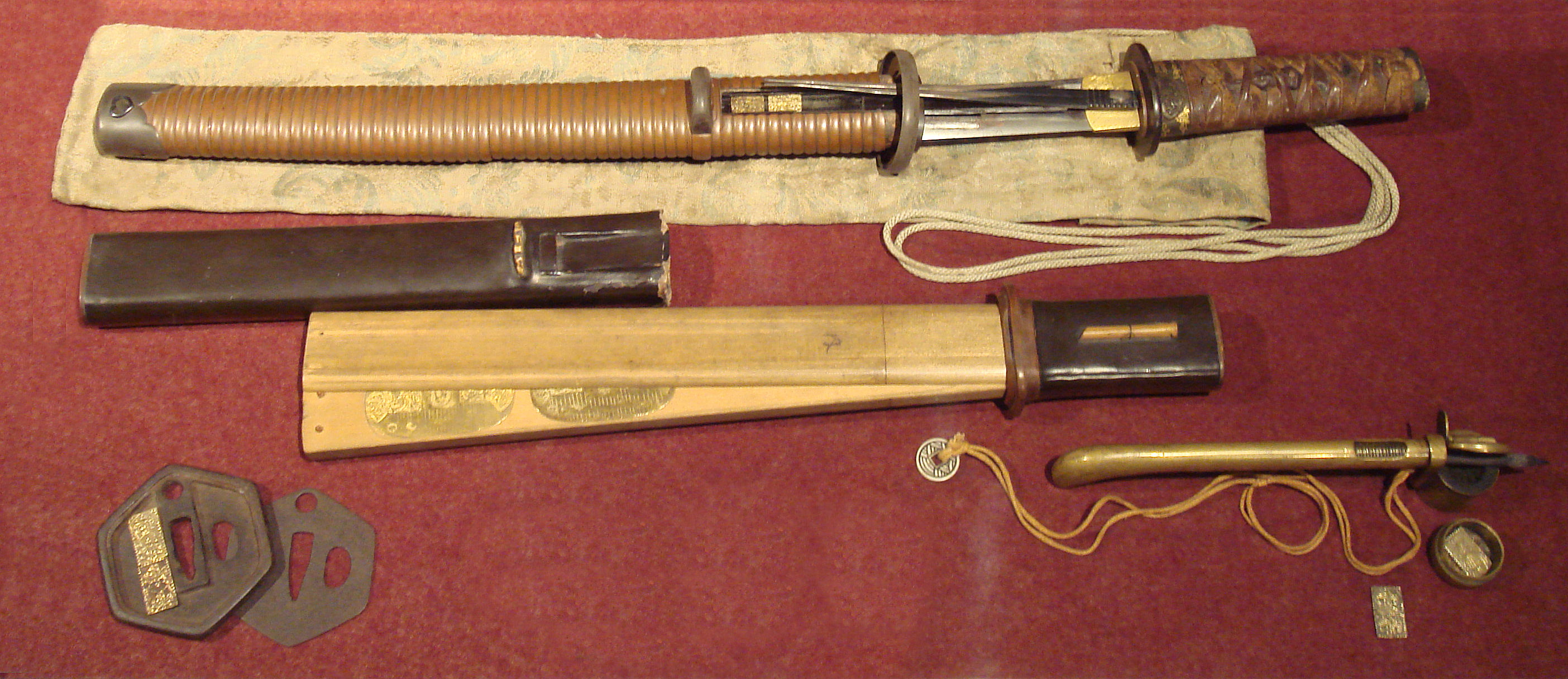
Cachette pour la monnaie Tokugawa.

À partir de 1772, la dénomination des pièces d'argent est fonction de leur valeur en or et elles contiennent beaucoup moins d'argent que leur valeur nominale (plutôt que d'être simplement de l'argent au poids) de manière à couvrir les dépenses de frappe de monnaie, pratique connue sous le nom jeton ou frappe de monnaie fiduciaire, et caractéristique de la monnaie moderne. Cette technique est introduite plus tard en Angleterre en 1816 avec l'adoption du plein étalon-or. Aux taux du marché de 1858, 10 unités d'argent s'échangent contre une unité d'or en poids tandis que la valeur nominale des unités d'argent n'est convertible que de 5 à 1. Cela permet une augmentation de la circulation monétaire sans production réelle de plus de lingots et fournit des profits de seigneurage au bakufu.

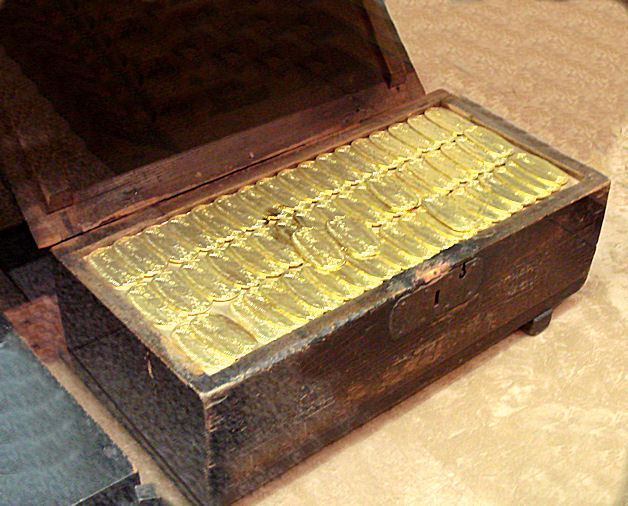
Boîte à koban (appelée senryōbako, ou « boîte de 1000 ryō") », utilisée pour le transport.

Les ratios mondiaux pour l'argent et l'or sont significativement différents, l'or étant généralement beaucoup plus évalué que l'argent à environ 15 à 16 poids d'argent pour un poids d'or. Cette différence motive les étrangers à apporter de l'argent au Japon pour l'échanger contre de l'or à un taux très intéressant.
En 1858, des pays occidentaux, en particulier les États-Unis, la France et la Grande-Bretagne, imposent par le moyen des « traités inégaux » (traité d'Amitié et de Commerce), le libre-échange, les flux monétaires libres et des droits de douane très bas, prenant de facto au Japon le contrôle de son taux de change .

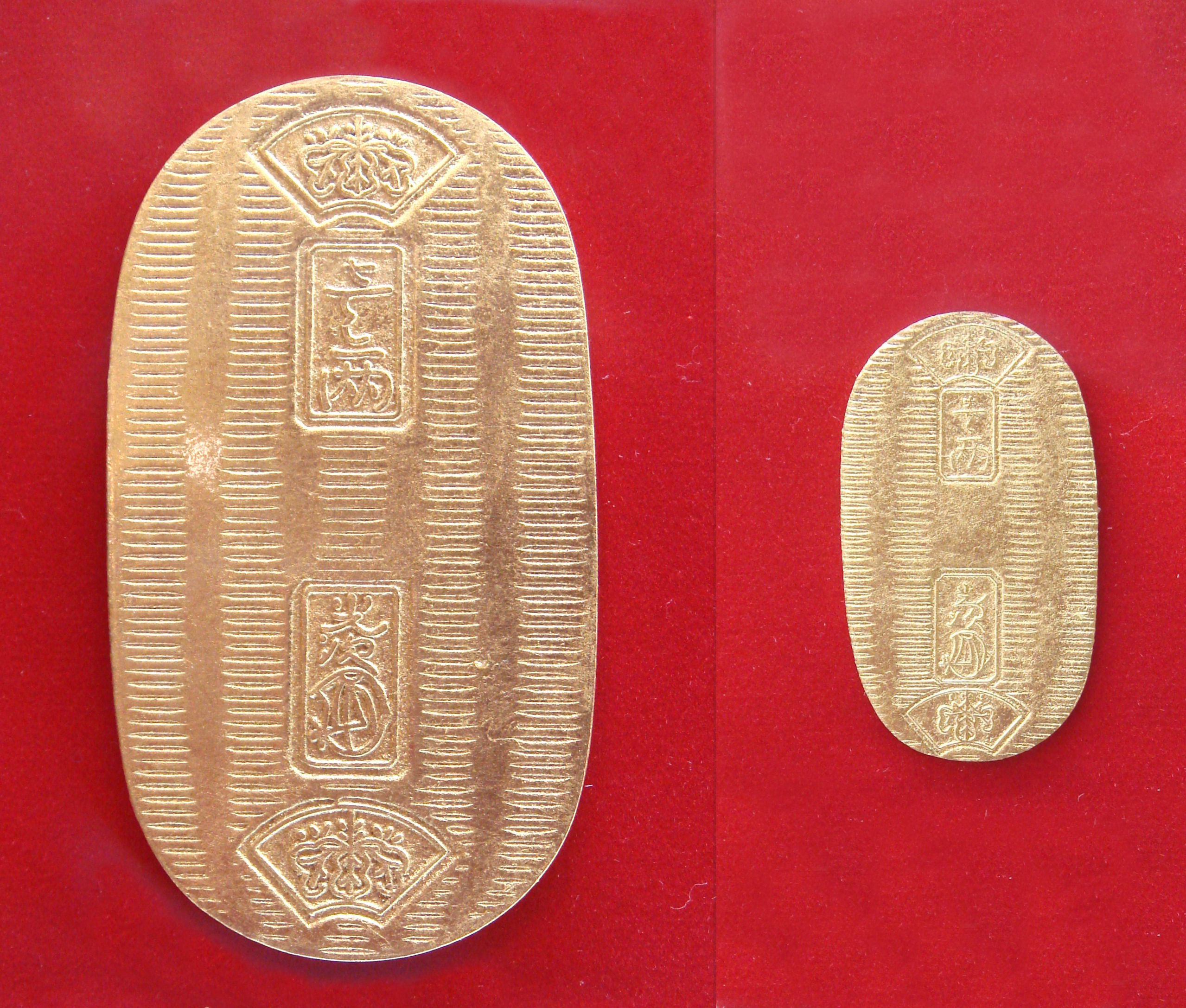
Un koban de l'ère Keichō (frappé de 1601 à 1695), à côté d'un koban de l'ère Man'en (frappé de 1860 à 1867), montre la réduction drastique du poids d'or de la dénomination koban.

L'embargo de 1715 sur l'exportation des lingots est ainsi levé :

« Toutes les pièces de monnaie étrangère ont cours au Japon et valent leur poids correspondant aux pièces japonaises de même description ... les pièces de toute description (à l'exception des pièces de cuivre japonaises) peuvent être exportées du Japon »

— extrait du traité d'Amitié et de Commerce de 1858.
Cela crée un exode massif d'or du Japon car les étrangers se précipitent pour échanger leur argent pour des jetons de monnaie japonaise en argent et les échangent ensuite contre de l'or, ce qui donne un bénéfice de 200 % à la transaction. En 1860, environ 4 millions de ryōs quittent ainsi le Japon, c'est-à-dire environ 70 tonnes d'or. Cette pratique détruit efficacement le système étalon-or du Japon et le contraint à revenir à un système basé sur le poids et aligné sur les taux internationaux. En réponse, le bakufu répond à la crise en abaissant des deux tiers la teneur en or de ses pièces de monnaie de façon à s'adapter aux ratios de change or-argent étrangers.
En conséquence, le bakufu qui perd la source de profit majeure de création monétaire (le seigneurage), est forcé d'émettre de la monnaie de papier sans garantie métallique, entraînant une importante inflation. C'est l'une des principales causes de mécontentement durant la période du bakumatsu et l'une des causes de la disparition du shogunat.

## Autres pièces
Malgré la forte volonté de Tokugawa Ieyasu d'unifier la monnaie, quelques exceptions locales ont subsisté avec des monnaies frappées localement.

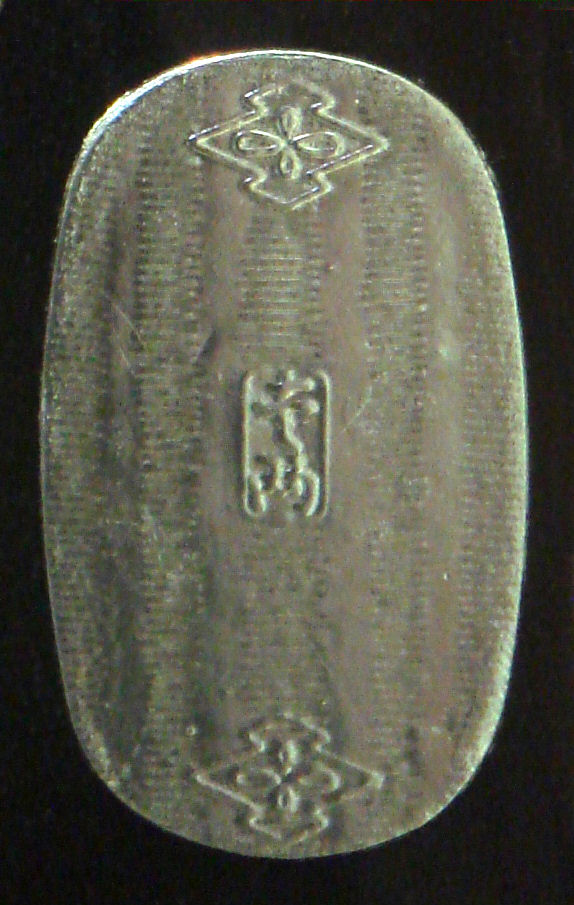
Koban d'argent de la province de Sagami appelé Odawara Hishi (小田原菱).
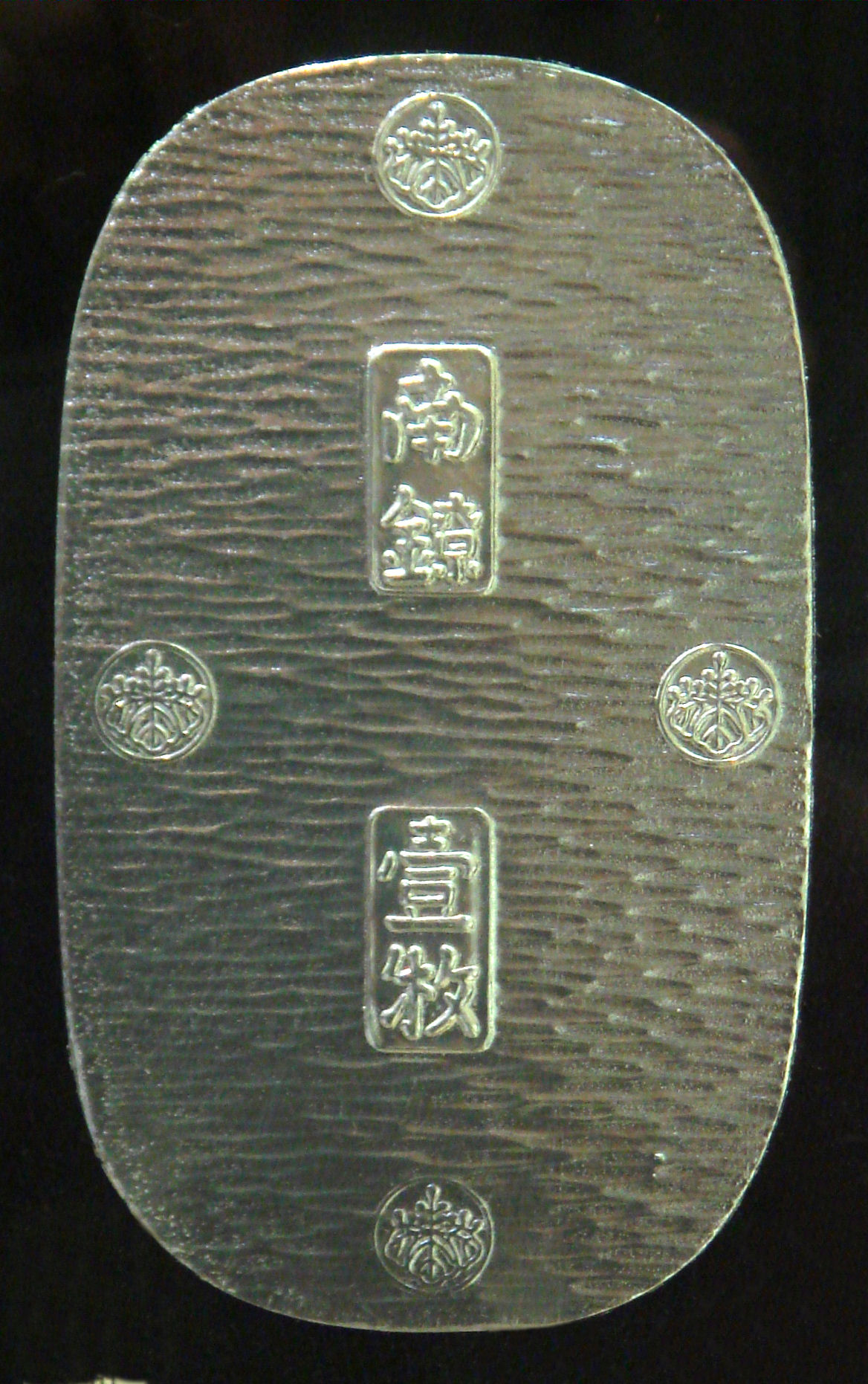
Ōban d'argent Nanryō (南鐐大判).
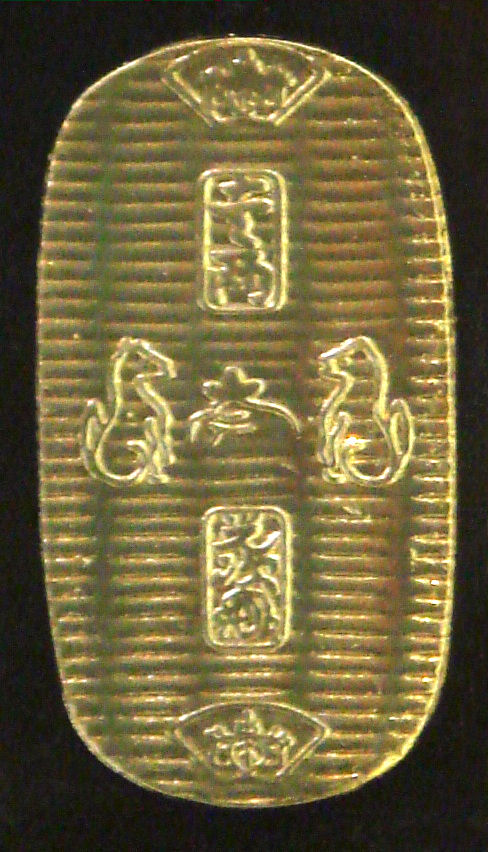
Inari Koban d'or (元文稲荷小判) de l'ère Genbun .

## Source de la traduction
- (en) Cet article est partiellement ou en totalité issu de l’article de Wikipédia en anglais intitulé « Tokugawa coinage » (voir la liste des auteurs).